# Assedio di Gifu
La battaglia del castello di Gifu (岐阜城の戦い?, Gifu jo no tatakai) fu combattuta nel 1600 tra le due fazioni che si scontrarono nella campagna di Sekigahara. L'assedio portò alla distruzione del castello. Fu combattuta da Oda Hidenobu, alleato alla coalizione occidentale di Ishida Mitsunari, e le forze congiunte di Ikeda Terumasa e Fukushima Masanori, leali a Tokugawa Ieyasu.

## Storia del castello
Il castello di Gifu si trova nel parco di Gifu nella città di Gifu, posizionato sulla cima del monte Kinki alto 300m. Inizialmente noto come castello di Inabayama, fu costruito nel XIII° secolo da Saitō Dōsan e conquistato da Oda Nobunaga durante l'assedio di Inabayama che lo prese come dimora personale rinominandolo in castello di Gifu.

## Preludio
Mentre le forze orientali leali a Tokugawa Ieyasu avanzavano attraverso la strada Tōkaidō, Oda Hidenobu non previse che una parte dell'esercito Tokugawa attraversò il fiume Kiso e avrebbe continuato la loro marcia verso ovest puntando il castello di Gifu. Per difendersi da tutte le eventualità Hidenobu mise in piedi fortificazioni in tutta l'area, con al centro il castello di Gifu, dividendo le sue forze tra i vari avamposti.

### Forze Ikeda
La mattina presto del 29 settembre 1600 le forze di Terumasa si mossero del distretto di Haguri (l'attuale città di Ichinomiya, prefettura di Aichi) nella provincia di Owari alla vicina Kodajima (l'attuale città di Kakamigahara, prefettura di Gifu) nella provincia del Mino attraversando il fiume Kiso.
Mentre attraversavano il fiume un contingente di moschettieri di Hidenobu cercò di fermarli durante la battaglia di Kōda Kisogawa Tokō (河田木曽川渡河の戦い?, Kōda Kisogawa Tokō no Tatakai). Dopo aver sconfitto i moschettieri le forze di Terumasa continuarono la loro marcia. Nel pomeriggio dello stesso giorno arrivarono nel villaggio di Komeno (l'attuale città di Kasamatsu) e combatté contro una forza di 3 000 uomini guidati da Dodo Tsunaie nella battaglia di Komeno (米野の戦い?, Komeno no Tatakai) e li sconfisse. Al momento della sconfitta Hidenobu si trovava nel vicino villaggio di Injiki (l'attuale Ginan) e decise di ripiegare con le sue forze al castello di Gifu.

### Forze Fukushima
Nello stesso periodo le forze di Masanori tentarono di attraversare il fiume Kiso vicino al distretto di Nakashima (oggi Ichinomiya) della provincia di Owari, ma trovarono le forze occidentali profondamente trincerate sulle sponde opposte e decisero di dirigersi più a sud per attraversare il fiume. Alla fine attraversarono il fiume e viaggiarono verso il vicino al castello di Kaganoi (nell'odierna Hashima) prima di girare a nord e circondare il castello di Takegahana. Sugiura Shigekatsu inizialmente resistette alle forze di Masanori, ma Mōri Hiromori, il quale guidavea le sue forze di supporto, capitolò a Masanori e Shigekatsu non ebbe altra scelta che fare lo stesso e il castello di Takegahana cadde.
Dopo le vittorie di Terumasa e Masanori, le due forze si unirono sul fiume Arata (Arata-gawa) a sud del castello di Gifu per iniziare il loro avanzamento finale.

## L'assedio
La sera del 29 settembre le forze orientali unite continuarono la loro ricerca di Hidenobu. Per rafforzare le proprie forze Hidenobu inviò richieste di aiuto ai vicini castelli di Ōgaki e Inuyama. In attesa dell'arrivo delle forze, Hidenobu rimase nel castello di Gifu pensando che sarebbero stati in grado di intrappolare le forze opposte tra il suo castello e le forze di supporto. Ishida Mitsunari inviò alcune forze al castello di Gifu per aiutarne la difesa.
Hidenobu pensava che il castello di Gifu sarebbe potuto resistere a qualsiasi attacco, e mise le forze sui passi di montagna attorno al castello, proteggendo ogni via per raggiungerlo. Hidenobu e suo fratello Oda Hidenori  si misero a capo della guarnigione del castello, con Tsuda Tosaburo, Kozukuri Tomoyasu e Dodo Tsunaie al comando degli altri uomini, ancora una volta dividendo e indebolendo le forze di Hidenobu.
All'alba del 30 settembre le forze orientali ricevettero l'allerta sull'arrivo di forze dai castelli di Ōgaki e Inuyama. Si prepararono alla battaglia piazzando le forze di Yamauchi Kazutoyo, Arima Toyoji, Togawa Tatsuyasu e Horio Tadauji nei villaggi a sud-est del castello di Gifu e le forze di Tanaka Yoshimasa, Tōdō Takatora e Kuroda Nagamasa a sud-ovest.
Più tardi iniziarono a spostarsi verso Zuiryu-ji dove si incontrarono con Asano Yoshinaga e iniziarono i combattimenti. Mentre Ii Naomasa combatteva attraverso le montagne sulla strada per il castello di Gifu, Masanori si unì a lui e gettò tutte le sue forze nella battaglia, circondando completamente il castello.
Durante la battaglia non arrivarono forze di supporto. Il signore del castello di Inuyama, Ishikawa Sadakiyo, e altri leader, non portarono le loro forze in aiuto dopo aver fatto un accordo con Naomasa. Ōgaki inviò forze di supporto ma ormai era troppo tardi per aiutare la guarnigione.
Tutto il castello di Gifu, tranne il mastio, cadde alle forze orientali. Hidenobu continuò a combattere fino alla fine, ma il suo esercito fu ridotto a poche decine di uomini. Hidenobu era pronto a combattere fino alla sua morte, ma fu convinto ad arrendersi alle forze orientali. Alla fine il castello di Gifu cadde in un solo giorno.

## Conseguenze
Hidenobu continuò a supportare Mitsunari; tuttavia, dopo la sconfitta a Sekigahara poche settimane dopo, andò al Monte Kōya e divenne un monaco. Morì in quel posto cinque anni dopo.